# Cecília Trébula
Cecília Trébula (em latim: Cecilia Trebulla) foi uma poetisa do Império Romano, pouco se sabe sobre ela. Ela pode ter sido um aristocrata com base em suposições feitas sobre a natureza de sua escrita e o conhecimento de literatura grega que ela possuía. Ela escreveu poesia em grego iambico, e existem atualmente  apenas fragmentos de suas obras, são três epigramas que foram inscritos sobre a perna esquerda de um dos Colossos de Mêmnon. Acredita-se que ela teria visitado a estátua pela primeira vez no ano de 130, e depois voltou novamente escrevendo mais dois poemas sobre ele. Não se sabe muito sobre ela além destes poemas que ela deixou para trás neste monumento.
Ela não foi a única poetisa que deixou sua marca, nem mesmo a única mulher poetisa a deixar a sua marca, das inscrições ao lado da perna do monumento de Mêmnon quase 6% das obras sobreviventes foram escritas por mulheres do mundo antigo. É possível que ela não tenha inscrito o seu poema por si mesma, mas em vez disso, tenha pago um talhador de pedra para fazer como uma lembrança de sua visita, depois de ela ter escrito a mão cada poema. Uma crença popular da época era que a estátua de Mêmnon cantava para sua mãe Eos, a deusa do amanhecer, porque as pedras fazem um som ao serem aquecidas pelo sol nascente. É possível que este som inspirou a mencionar a sua própria mãe.

## Poesia sobrevivente
1.
Quando eu ouvi a voz sagrada de Mêmnon,
Eu ansiava por você, mãe, e eu rezei para que você ouvisse isso também.
2.
Cecilia Trebula,
ouviu Mêmnon, pela segunda vez.
Antes nós ouvimos apenas a sua voz,
Hoje ele nos cumprimentou como amigos e íntimos,
Mêmnon,, filho de Eos e Tithon.
Fez a natureza, criador de tudo,
Deu percepção e voz para  as pedras ?
3.
Eu, Cecilia Trebula,
Escrevi depois de ouvir Mêmnon, aqui.
Cambises, esta pedra, me chocou
Feita como a imagem de um rei oriental..

## Leitura complementar
- Rosenmeyer, Patricia A. The language of ruins : Greek and Latin inscriptions on the Memnon colossus. [S.l.: s.n.] ISBN 9780190626334. OCLC 1019833512